# Dhani Harrison
Dhani Harrison (født 1. august 1978) er søn af George Harrison fra The Beatles og dennes anden kone Olivia Trinidad Arias. Harrisons forældre blev gift en måned efter hans fødsel. Dhani er navngivet efter to noder på den indiske musikskala, 'dha' og 'ni'.
Sammen med Oliver Hecks har Dhani Harrison gruppen thenewno2.

## Diskografi

### Solo

#### Albums
- In Parallel (2017)

### Med Thenewno2

#### Albums
- You Are Here (2008)
- thefearofmissingout (2012)
- Beautiful Creatures (2013)

#### EPs
- EP001 (2006)
- EP002 (2011)

### Med Fistful of Mercy

#### Albums
- As I Call You Down (2010)